# Fredrik Skoglund
Fredrik Skoglund, född 11 mars 1981, är en svensk friidrottare (stavhopp) tävlande för Spårvägens FK. Han vann SM-guld i stavhopp inomhus år 2007.
Skoglund deltog i stavhopp vid junior-VM i Santiago, Chile år 2000 men rev i kvalet ut sig på ingångshöjden 4,80.
Vid U23-EM i Bydgoszcz, Polen år 2003 blev Skoglund utslagen i kvalet med 5,15.

## Personliga rekord
| Utomhus - 100 meter – 10,82 (Sollentuna 27 maj 2005) - 100 meter – 11,00 (Stockholm 26 juli 2005) - 100 meter – 10,73 (medvind) (Helsingborg 10 juli 2005) - 200 meter – 21,70 (Karlstad 18 juli 2005) - 200 meter – 21,65 (medvind) (Helsingborg 19 juli 2005) - Stavhopp – 5,30 (Chula Vista, Kalifornien USA 20 maj 2006) - Tresteg – 14,90 (Falkenberg 23 maj 1999) | Inomhus - Stavhopp – 5,40 (Malmö 28 januari 2006) - Stavhopp – 5,38 (Sätra 2 mars 2003) - Sjukamp – 4 900 (Sätra 3 mars 2002) |